# Spinettalandia y sus amigos
Spinettalandia y sus amigos (editado originalmente como Almendra, en 1971) es el primer álbum de estudio solista del músico argentino Luis Alberto Spinetta. 
En el disco participan músicos de importancia fundacional para el rock nacional argentino, como Pappo, que aporta dos temas propios, Miguel Abuelo y Héctor "Pomo" Lorenzo. Todos los temas del álbum están interpretados por tríos integrados por Spinetta y dos de sus tres invitados.
Se trata de un disco experimental grabado en febrero de 1971 en 30 horas corridas de estudio, en medio de una disputa entre Spinetta y la empresa discográfica RCA Groove, razón por la cual la empresa editó el disco atribuyéndoselo falsamente a Almendra y sin respetar la tapa diseñada para el álbum. Debido a que RCA fue demandada, la empresa retiró el disco del mercado. Recién en 1995 la empresa Sony Music editó el álbum (en CD) tal como había sido concebido 24 años antes.

## Contexto

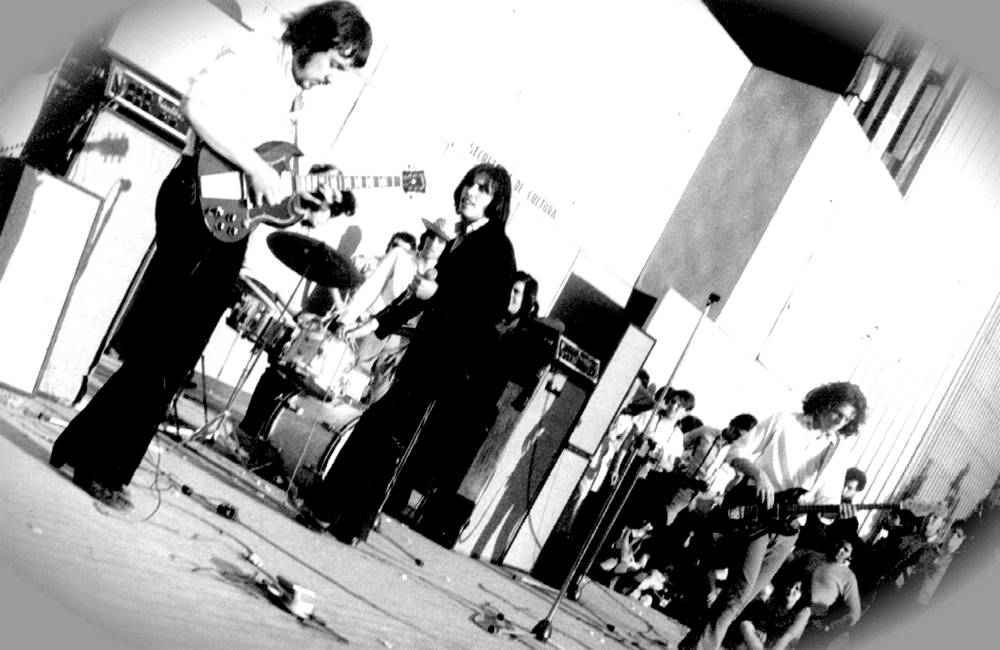
Pappo y Spinetta tocando juntos en el Festival Pinap realizado en Buenos Aires en 1969. Luego de la separación de Almendra, Spinetta estableció una relación de mucha admiración y afecto por Pappo, que influiría fuertemente en sus opciones artísticas y de vida, aunque terminaría de manera muy negativa.

Luego de la separación de Almendra, Spinetta vive una etapa de definición estética y de vida que él mismo considera su «etapa más oscura» y «caótica». Se había roto su relación con Cristina Bustamante, de la que estaba profundamente enamorado y se involucró fuertemente con un grupo de músicos y personas del ambiente artístico, con alto consumo de drogas, que le resultaría muy costoso emocionalmente. En ese grupo se destacaba Pappo, con quien Spinetta estableció una relación de mucha admiración y afecto, que terminaría en ese momento con un fuerte resentimiento mutuo, que se atenuó con el paso de los años.
Pappo expresaba un modo "pesado" de asumir el rock y la vida, basado en el blues, que se oponía al camino comercial que el éxito y la fama de Almendra le ofrecían a Spinetta, impulsado por la empresa discográfica RCA. Spinetta rechazó radicalmente el camino comercial y entró de lleno al círculo de Pappo y el sello Mandioca. 
En la segunda mitad de 1970 Pappo y Spinetta llegaron a formar un trío blusero con el nombre de Agresivos, en el que Luis Alberto tocaba el bajo y al cual se sumó Héctor "Pomo" Lorenzo, en batería. De hecho Pappo grabó en ese momento su primer tema solista, "Nunca lo sabrán" (del compilado Pidamos peras a Mandioca), acompañado de Spinetta y Pomo, que no figuran en los créditos. Uno de los temas que ensayó Agresivos fue "Castillo de piedra", que pocos meses después los tres grabarían en Spinettalandia y sus amigos. 
En diciembre de 1970, Spinetta, Pappo y Pomo sumaron a Black Amaya para tocar en el primer disco de Billy Bond y La Pesada del Rock and Roll, un tema de Luis Alberto, "El parque".
Spinetta intentó formar también una banda con Edelmiro Molinari, Pomo Lorenzo y Carlos Cutaia con el nombre de Tórax, que no llegaron a grabar ningún disco aunque si realizar algunos recitales en las piletas de Ezeiza.
En ese momento Spinetta decide grabar su primer álbum solista: Spinettalandia y sus amigos. Lo hizo justamente con Pappo y Pomo Lorenzo, sumando también a Miguel Abuelo en algunos temas. El álbum expresa ese momento de opción estética y de vida que le estaba proponiendo Pappo, dilema que es el eje del tema "Castillo de piedra", que Pappo le obsequia para incluir en el álbum. El disco, a la vez de ser un experimento sobre música aleatoria -algo que Spinetta ya deseaba hacer con Almendra-, fue también un castigo para la opción comercial con que lo presionaba la empresa discográfica RCA, que lo intimaba a cumplir con el tercer álbum comprometido en el contrato firmado para Almendra. Spinetta decidió entonces hacer un «antidisco», "que no se lo pudieran vender a nadie", como él mismo lo definió. El disco fue grabado en una casa abierta, en Florida, Partido de Vicente López.

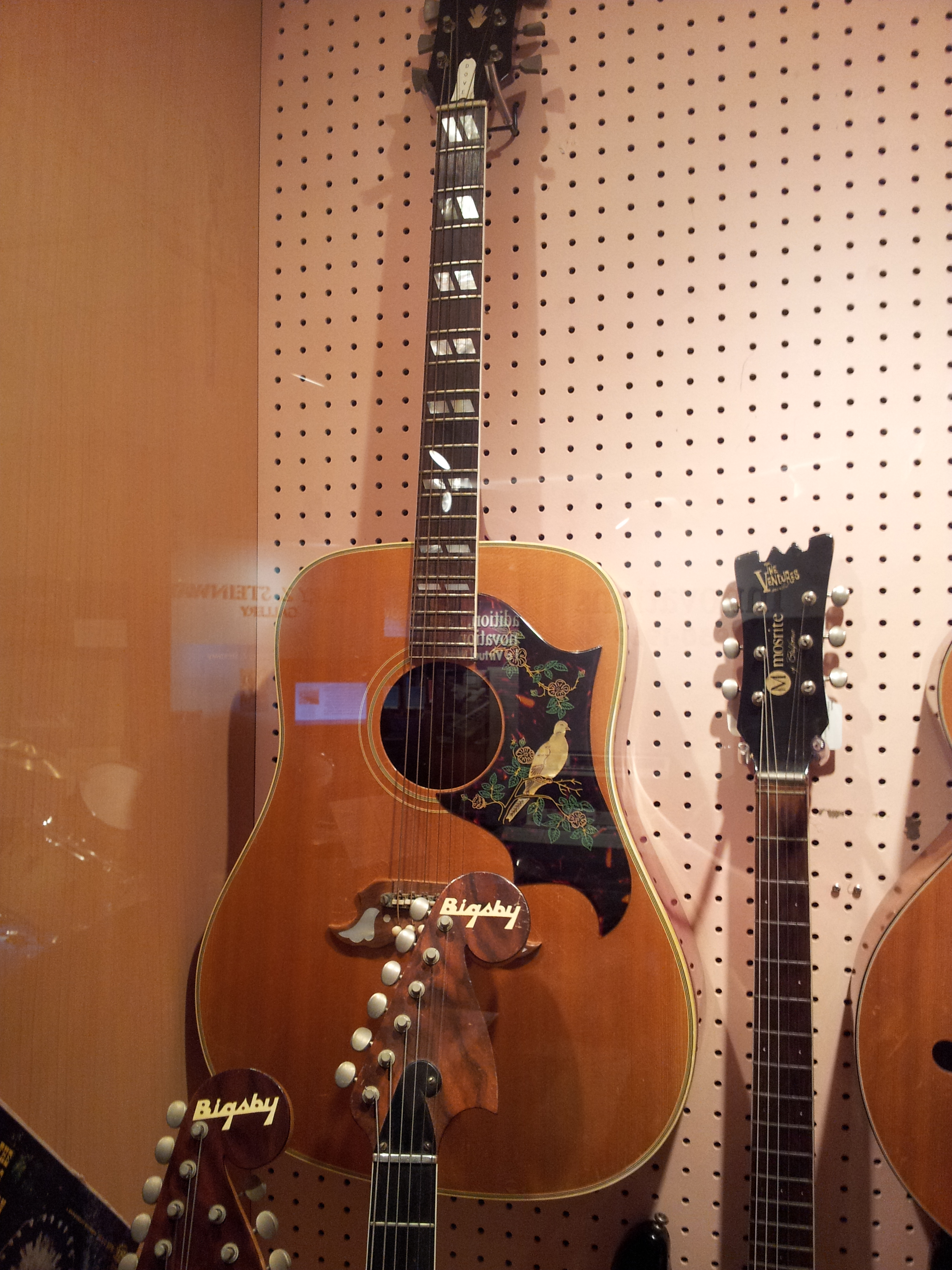
Guitarra acústica Gibson Dove idéntica a la que Spinetta usó en Almendra y en Spinettalandia: "Para mí era una forma de mostrarle a 'Pappo' que no existían solamente las guitarras con el volumen al mango".

RCA lanzó el disco en marzo de 1971, pero la empresa no respetó el diseño de tapa ni el título original y lo tituló sucesivamente Almendra, Luis Alberto Spinetta y La búsqueda de la estrella, lo que llevó a un juicio de los ex Almendra que perdió la discográfica, debido a lo cual lo retiró del mercado. 
Recién en 1993 el álbum sería publicado por la empresa Sony Music tal como fue concebido originalmente.
Luego de grabar el disco Spinetta le regaló su apreciada guitarra acústica Gibson Dove a Pappo, buscando transmitirle que él estaba buscando otro estilo artístico y de vida, que no fuera el del negocio musical y la fama, pero tampoco el de "sexo, drogas y rock and roll" y la negatividad:

Le regalé a 'Pappo' mi guitarra 'Dow' (sic)... con la que compuse las canciones más hermosas que hice para Almendra... Para mí era una forma de mostrarle a 'Pappo' que no existían solamente las guitarras con el volumen al mango. Que así como él me había inculcado algo de esa dureza del rock pesado, y la mano, copar y todo eso, por otro lado yo trataba de demostrarle que existía una fuente de ternura que él no podía ignorar. Fue como decirle: mirá, tomá, no te desprendas jamás de esto, para no traicionarme en tu vida, para darme tu fe, aunque no tocáramos nunca juntos, aunque jamás nos viéramos...
Luis Alberto Spinetta

Spinetta se enteraría después que Pappo vendió la guitarra que le había regalado. El 18 de marzo de 1971 se fue con dos chicas a un viaje de destino indeterminado que abarcó Brasil, Estados Unidos y Europa durante siete meses. A la vuelta formaría Pescado Rabioso.

## El álbum

### Título
El álbum terminado fue entregado a la compañía (RCA), con el título propuesto de Spinettalandia y sus amigos. No obstante la primera edición en LP salió a la venta bajo el confuso título de Almendra (RCA Groove, N.º cat. GSO-80036), presentando en la tapa una foto de archivo de nada más y nada menos que el grupo Almendra, quienes no participaron de las grabaciones, ni eran parte del proyecto. A raíz de esta edición se le hizo juicio a la compañía discográfica RCA Argentina, la cual se vio obligada a retirar el LP del mercado, aunque lo reeditó a través del tiempo con otras tapas y títulos, como Luis Alberto Spinetta y La búsqueda de la estrella.
Recién en 1995, bajo el sello Sony BMG, en la edición en formato CD, el disco fue lanzado como Spinetta lo concibió en 1971, bajo el título original de Spinettalandia y sus amigos. Esta reedición fue realizada por el autor de la tapa, Rafael Abud.

### La tapa

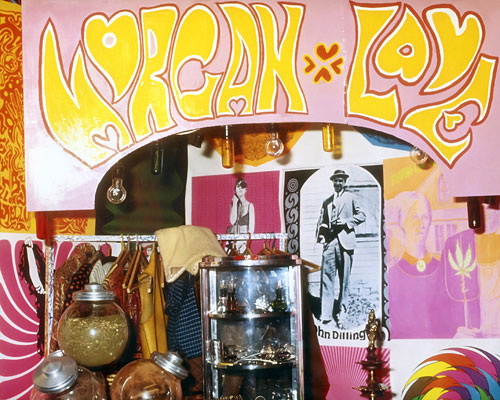
Importación Exportación (1968). Obra de Marta Minujín. La estética hippie-Fillmore fue utilizada para realizar la tapa de Spinettalandia y sus amigos.

#### CD de 1995
La tapa del CD de 1995 fue realizada por Rafael Abud, productor de la reedición de 1995. Abud fue uno de los primeros periodistas argentinos en especializarse en rock y productor musical. Para ello se inspiró en la novedosa tipografía y los patrones estéticos del hippismo que desde fines de la década de 1960 se venían difundiendo universalmente desde California, en especial los famosos Posters de Fillmore diseñados por Bill Graham para las bandas de rock californianas, como los que caracterizaron a Jefferson Airplane.
La estética Fillmore también había sido tomada por la artista plástica Marta Minujín, una de las figuras centrales del Instituto Di Tella para crear diversas obras, como el mural Importación Exportación de 1968. Spinetta frecuentaba asiduamente el Instituto Di Tella y mantenía un vínculo estrecho con Marta Minujín, con quien había incluso trabajado artísticamente en 1969, colaborando en la revista Lo inadvertido, una publicación semiclandestina psicodélica que adhería a la cultura hippie, elaborada y dibujada a mano bajo los efectos del LSD en la que también además de Marta Minujín, colaboraban Miguel Abuelo, Skay Beilinson y Daniel Beilinson.
Rafael Abud realizó un diseño en el que aparece escrita con tipografía hippie-Fillmore y en diversos colores, el texto "Spinettalandia y sus Amigos Luis Alberto Spinetta" y una flor cuadrada, con el mismo patrón estético. La tapa se completa con una foto recortada de Spinetta reposando sobre su propio apellido.

#### LP de 1971
El LP de 1971 salió con una tapa diseñada por RCA, sin consulta ni aprobación de Spinetta. La tapa es una imagen de dos fotos diferentes de los cuatro integrantes de Almendra de modo que parezcan ocho, aludiendo a la difundida frase de Edelmiro Molinari diciendo que "Almendra no se separa, se multiplica". La imagen a su vez aparece tajeada. La empresa tampoco incluyó la ficha técnica del álbum ni acreditó correctamente la autoría de los temas, ignorando a Pappo y a Pomo.

### Contenido

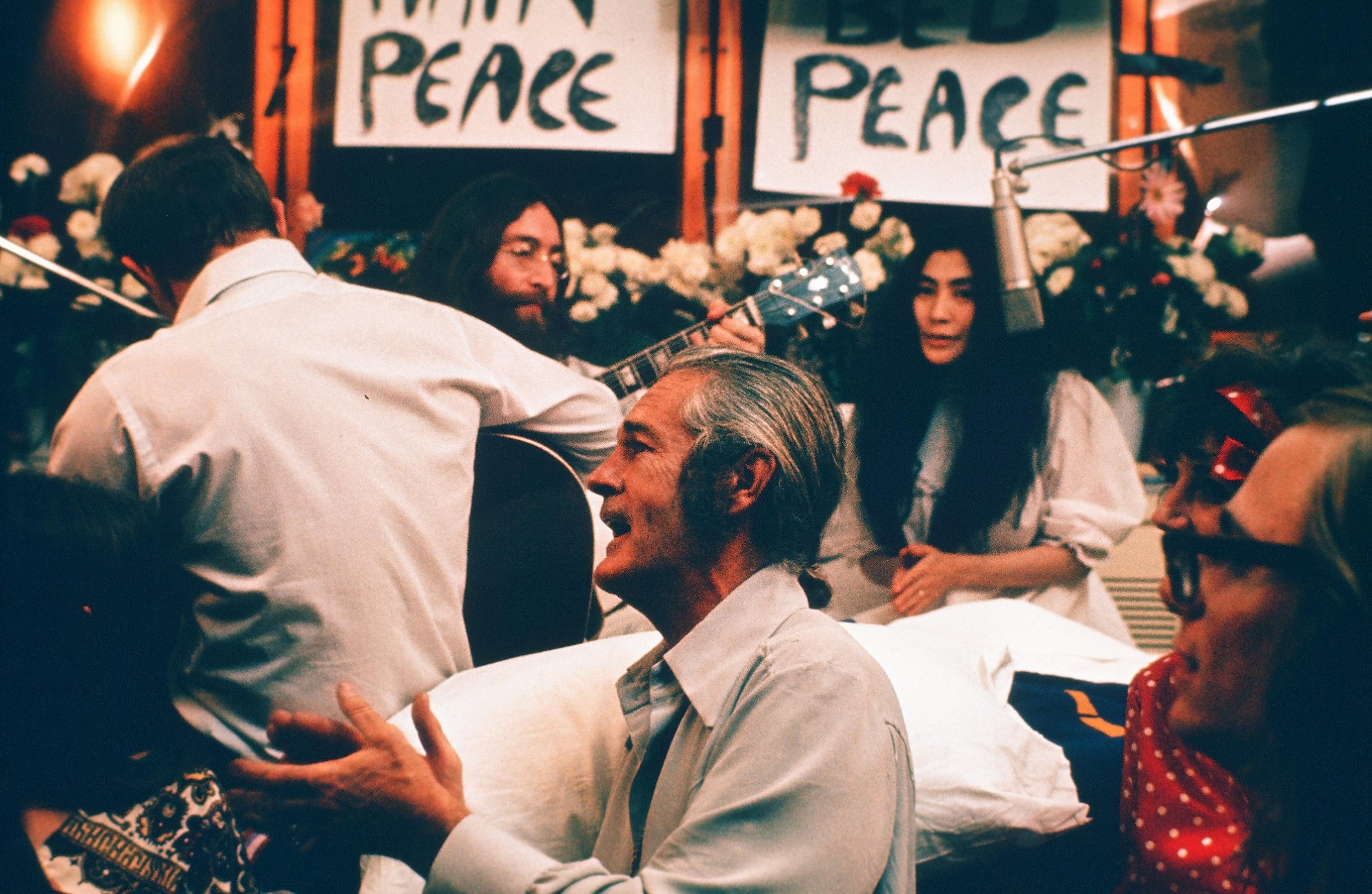
La grabación abierta y comunitaria de Spinettalandia reconoce la influencia del estilo hippie, y comunitario de la grabación de "Give Peace a Chance" que John Lennon había hecho poco más de un año antes.

Definido como "un álbum hippie", la grabación se realizó en una casa comunitaria durante poco más de un día, con una gran cantidad de invitados, sin cuidar de hacer silencio, con las letras siendo escritas ahí mismo. Inspirado en gran medida en la grabación abierta y comunitaria de Give Peace a Chance que John Lennon hizo con Yoko Ono y la Plastic Ono Band en 1969, durante la célebre encamada por la paz. Un «antidisco», como él mismo lo definió.

Yo quería hacer un ritual: realizar músicas en estado casi tribal.
Luis Alberto Spinetta

Las drogas -en especial el ácido lisérgico (LSD)- el sexo y el hippismo, íntimamente ligados a la psicodelia, jugaron también un papel importante en esa época de Spinetta y de su relación estrecha con Pappo y el grupo de Mandioca, que se nota tanto en Spinettalandia y sus amigos, como en el álbum anterior, el último de Almendra. Fueron precisamente los dos invitados principales de Spinetta en el álbum, Pappo y Miguel Abuelo, quienes comenzaron a evidenciar en sus canciones el efecto de las drogas. Por su parte, en Spinetta el LSD acentuó el surrealismo al que él había adherido desde un inicio:

"Está claro que los ácidos estimularon el surrealismo. Y que Javier Martínez (Manal) y Edelmiro Molinari (Color Humano) llevaron esas imágenes al rock de castellano, lo inventaron como poesía”, plantea el guitarrista glam Carca. Manuel Moretti, voz de Estelares, agrega: “En esa época hubo todo un coletazo de las teorías psicoanalíticas, surrealistas y hippies que venían trabajando desde antes y que planteaban la apertura de la conciencia hacia otros estadios”. Quizás una buena síntesis de toda aquel cúmulo de información y posibilidades haya sido Spinettalandia y amigos, un álbum subestimado en su momento que sin embargo logró convertir una restricción (la obligación de entregar una grabación por contrato) en oportunidad alquimista: diseminar la luminosidad del Flaco entre los arrebatos hendrixeanos de Pappo. El encuentro no volvería a repetirse.

Spinetta venía desde Almendra con ganas de experimentar con música aleatoria, sin ensayo y con forma de zapadas. La grabación se realizó con una gran cantidad de invitados en el estudio, sin cuidar de hacer silencio, con las letras siendo escritas ahí mismo. Un «antidisco», como él mismo lo definió.
En el disco Pappo aporta dos temas («Castillo de piedra» y «Era de tontos») y Pomo es coautor con Spinetta de «Descalza camina». Por las condiciones en que fue realizado se trata de un disco experimental, pero a la vez establece algunas líneas estéticas que luego desarrollará Pescado Rabioso y registra el sonido que comenzaban a definir bandas decisivas del rock nacional argentino, como Pappo's Blues o Billy Bond y La Pesada del Rock and Roll.

## Lista de canciones
Todos los temas compuestos por Spinetta, excepto donde se indica
Lado A
| N.º | Título                                     | Duración |  |
| 1.  | «Castillo de piedra (Norberto Napolitano)» | 3:17     |  |
| 2.  | «Ni cuenta te das»                         | 3:38     |  |
| 3.  | «Tema de Pedro (Instrumental)»             | 2:10     |  |
| 4.  | «Dame, dame pan»                           | 3:28     |  |
| 5.  | «Estrella (instrumental)»                  | 3:22     |  |
| 6.  | «La búsqueda de la estrella»               | 3:23     |  |

Lado B
| N.º | Título                                | Duración |  |
| 1.  | «Vamos al bosque»                     | 4:13     |  |
| 2.  | «Era de tontos (Norberto Napolitano)» | 5:48     |  |
| 3.  | «Alteración de tiempo (Instrumental)» | 2:13     |  |
| 4.  | «Descalza camina (Spinetta-Pomo)»     | 3:36     |  |
| 5.  | «Lulú toma el taxi»                   | 0:36     |  |

## Músicos
- Luis Alberto Spinetta: Guitarra eléctrica, guitarra acústica, bajo, piano, percusión, voz
- Héctor "Pomo" Lorenzo: Batería, percusión, guitarra acústica
- Pappo: Guitarra eléctrica, bajo
- Miguel Abuelo: Flauta, pandereta, percusión, voz
- Victor Kesselman
- Elizabeth Viener

Diseño
- Arte de tapa CD: Rafael Abud